# Ражанец, Валентина Витальевна
Валентина Витальевна Ражанец (бел. Валянціна Вітальеўна Ражанец, 11 января 1964, Слуцк, Минская область, Белорусская ССР, СССР) — белорусский государственный и политический деятель, журналист.

## Биография
Родилась Валентина 11 января 1964 года в г. Слуцк, что находится в Минской области. В 1986 году окончила Белорусский Государственный Университет имени Владимира Ильича Ленина по специальности журналист. Свою трудовую деятельность Валентина начала в одном из домов культуры Слуцкого района. Там она работала художественным руководителем. После работы в доме культуры Валентина устроилась учителем белорусского языка и литературы в СШ №12 г. Слуцка. После работы в школе начала работу по специальности которую она получила после окончания ВУЗа. Она работала корректором редакции Любанской районной газеты «Будаўнік камунізму», заведующим сельскохозяйственным, агропромышленным отделом, ответственным секретарем редакции газеты «Слуцкі край», редактором телепрограммы «Слуцк ТВ» ОАО «СлуцкОблГарант», главным редактором государственного учреждения «Редакция газеты «Слуцкий край» и программы радиовещания «Вести Слутчины».
Являлась депутатом Палаты представителей Национального собрания Беларуси VI созыва.
Является депутатом Палаты представителей Национального собрания Беларуси VII созыва, Заместителем Председателя Постоянной комиссии по правам человека, национальным отношениям и средствам массовой информации. Округ: Слуцкий № 67. Победила на выборах с результатом в 77,32%. Помощник депутата: Беликова Жанна Викторовна.

## Депутат Палаты представителей

### VI созыв (11 октября 2016 — 6 декабря 2019)
Во время функционирования Палаты представителей VI созыва являлась председателем Постоянной комиссии по правам человека, национальным отношениям и средствам массовой информации.
Законопроекты:
- «О внесении изменений в некоторые законы Республики Беларусь»;
- «О ратификации Протокола о внесении изменений в Конвенцию между Правительством Республики Беларусь и Правительством Исламской Республики Пакистан об избежании двойного налогообложения и предотвращении уклонения от уплаты налогов в отношении налогов на доходы от 23 июля 2004 года».

### VII созыв (с 6 ноября 2019)
Во время функционирования Палаты представителей VII созыва является заместителем председателя Постоянной комиссии по правам человека, национальным отношениям и средствам массовой информации.
Законопроекты:
- «О внесении изменений и дополнений в некоторые законы Республики Беларусь»;
- «Об изменении кодексов»;
- «О ратификации Протокола о внесении изменений и дополнений в Соглашение между Правительством Республики Беларусь и Правительством Российской Федерации о реализации Программы военно-технического сотрудничества между Республикой Беларусь и Российской Федерацией до 2020 года от 25 декабря 2013 года».

## Выборы
| Кандидат                    | Кандидат                        | Субъект выдвижения                                  | Голосов | %     |
| --------------------------- | ------------------------------- | --------------------------------------------------- | ------- | ----- |
|                             | Ражанец Валентина Витальевна    | Беспартийная                                        | 30 838  | 69,20 |
|                             | Малиновский Артём Александрович | Беспартийный                                        | 2 607   | 5,80  |
|                             | Нагорная Алина Александровна    | Объединённая гражданская партия                     | 2 235   | 5,00  |
|                             | Василевский Вячеслав Олегович   | Либерально-демократическая партия                   | 2 717   | 5,40  |
|                             | Шилович Александр Фёдорович     | Белорусская партия левых «Справедливый мир»         | 1 626   | 3,60  |
|                             | Юревич Анатолий Викторович      | Белорусская социал-демократическая партия (Грамада) | 1 128   | 2,50  |
| Против всех                 | Против всех                     | Против всех                                         | 5 257   |       |
| Недействительных бюллетеней | Недействительных бюллетеней     | Недействительных бюллетеней                         | 886     |       |
| Всего                       | Всего                           | Всего                                               | 60 256  | 100   |
| Явка избирателей            | Явка избирателей                | Явка избирателей                                    | 44 577  | 74,00 |

| Кандидат                    | Кандидат                     | Субъект выдвижения                                  | Голосов | %     |
| --------------------------- | ---------------------------- | --------------------------------------------------- | ------- | ----- |
|                             | Ражанец Валентина Витальевна | Беспартийная                                        | 34 487  | 66,19 |
|                             | Цецерская Инна Петровна      | Беспартийная                                        | 8 834   | 16,96 |
|                             | Циценя Алексей Михайлович    | Либерально-демократическая партия                   | 2 040   | 3,92  |
|                             | Юревич Анатолий Викторович   | Белорусская социал-демократическая партия (Грамада) | 1 450   | 2,78  |
| Против всех                 | Против всех                  | Против всех                                         | 4 642   |       |
| Недействительных бюллетеней | Недействительных бюллетеней  | Недействительных бюллетеней                         | 649     |       |
| Всего                       | Всего                        | Всего                                               | 67 384  | 100   |
| Явка избирателей            | Явка избирателей             | Явка избирателей                                    | 52 102  | 77,32 |

## Награды
- Медаль «За трудовые заслуги» (18 марта 2024 года)  — за плодотворную государственную и общественную деятельность, значительный личный вклад в развитие законодательства и парламентаризма[14].
- Почетная грамота Национального собрания Республики Беларусь[4].
- Почётная грамота Совета МПА СНГ (18 апреля 2019 года, Межпарламентская ассамблея СНГ) — за активное участие в деятельности Межпарламентской Ассамблеи и её органов, вклад в укрепление дружбы между народами государств — участников Содружества Независимых Государств[15].

## Личная жизнь
Замужем, воспитывает двоих детей.